# Терпугові
Терпугові (Hexagrammidae) — родина костистих риб ряду Скорпеноподібні (Scorpaeniformes). Терпугові переважно прибережні й придонні риби, личинки їх і молодь ведуть пелагічний спосіб життя.

## Опис
Тіло подовжене, трохи стисле з боків. Спинний плавець один, довгий, суцільний або розділений виїмкою на передню частину із твердих променів і задню з м'яких членистих або гіллястих променів. Анальний плавець довгий, не менше 15 променів. Рот кінцевий, звичайно невеликий. Передні ніздрі добре розвинені, задні ні, або вони сильно скорочені. На тімені за оком з кожної сторони по торочкуватій шкірястій мочці; у деяких видів є ще друга пара маленьких мочок на потилиці. В одних видів на кожній стороні тіла є по п'ятьох бічних ліній, в інших тільки одна. Деякі види яскраво пофарбовані. Іноді різко виражений статевий диморфізм у забарвленні.

## Класифікація
У сімействі терпугових 7 родів з 13 видами.

### Hexagrammos
У роді Hexagrammos відомо 6 видів терпугів: один азійський (японський терпуг), три азійсько-американських (бурий, плямистий і червоний терпуги), один американський. У них спинний плавець має виїмку приблизно на середині, хвостовий плавець широкий, округлий або усічений (прямий).
Тримаються ці терпуги біля берегів серед підводних скель і рифів й у заростях водоростей. Живляться хробаками, ракоподібними й дрібною рибою. Нерест восени або взимку. Ікра, що має буре, блакитне або фіолетове фарбування, відкладається великими масами серед каменів і водоростей.
Терпуг однолінійний (Hexagrammos agrammus) відрізняється від барвистих терпугів наявністю тільки однієї бічної лінії. На голові дві пари мочок. Довжина риби до 29 см забарвлення жовто-буре з неправильним малюнком з темно-бурих плям. Зустрічається біля берегів Японії, Кореї й Північного Китаю.

Терпуг японський (Hexagrammos otakii) має довжину до 30 см, але може досягати і 50 см. Зустрічається біля берегів Кореї, Японії й Північного Китаю. Це цінна промислова риба, що вважається дуже смачною. Молодь цього виду іноді тримають в акваріумах.
Терпуг бурий (Н. octogrammus) має довжину звичайно до 35 см, біля Камчатки — до 42 см. Забарвлення його зеленувато-буре або коричневе з неправильної форми бурими плямами, нижня частина голови й черево світлі. На голові розташовані темно-бурі смуги, що розходяться від очей, на щоках — різкі блакитнувато-білі плями, над основою грудного плавця— кругла чорна пляма.
Розповсюджено бурий терпуг у Японському, Охотському, Беринговому морях; по американському узбережжю — на південь до Ситки, на острові Баранова. На початку літа підходить до берегів, а восени відходить на глибини.
Бурий терпуг ловиться повсюдно, становлячи прилов берегових і ставних неводів. Добре ловиться він також і на вудку. На ринках у Північній Японії є звичайною рибою, хоча малоцінною. Використається місцевим населенням. М'ясо зеленого кольору, але при варінні пігмент руйнується й зелене забарвлення зникає.
Терпуг плямистий (Н. stelleri) має струнке тіло; довжина його звичайно 35, рідше до 45 см. На початку спинного плавця є характерна темна пляма.
Плямистий терпуг широко розповсюджений. Він зустрічається в північній частині Японського моря, в Охотському і Беринговому морях і по американському узбережжю від Берингової протоки до Каліфорнії. Заходить в опріснені райони. При відпливі часто залишається в калюжах на смузі припливу, де його ловлять песці й мартини.
Господарське значення цього терпуга невелике, хоча м'ясо його має гарний смак. Плямистий терпуг часто попадається як прилов у ставних й закидних неводах, зяброві мережі й інші знаряддя лову. Добре ловиться на вудку. Жителі Сахаліну надають перевагу йому перед іншою місцевою рибою, використають у свіжому виді й засолюють на зиму.
Терпуг червоний (Н. lagocephalus) має масивне тіло. Він розповсюджений біля Хоккайдо, Камчатки, Курильських, Командорських й Алеутських островів і від Аляски до Каліфорнії (довгоброва форма). В азійської форми надочноямкові мочки короткі й масивні, у американської вони дуже довгі, по довжині приблизно дорівнюють вертикальному діаметру орбіти.
Довжина цих риб до 60 см. У забарвленні різко виражений статевий диморфізм. У самців забарвлення темне, вишнево-червоне, нижня частина голови жовтогаряча, черево темне, сіро-синього цвіту. Нижні частини грудних плавців, черевні й анальні плавці чорні. Краї грудних, спинного й хвостового плавців червоні або яскраво-рожеві. На тілі й плавцях розташовані блакитні плями. Очі червоні. Молодь червоного терпуга має зеленувато-буре забарвлення. Господарське значення невелике. Місцеве населення ловить його для особистого споживання, але вважає малоцінною рибою. М'ясо часто має синювате забарвлення. Воно їстівне, але не дуже смачне.
Терпуг американський (Н. decagrammus) має на голові дві пари мочок: товсті гілясті над оком і маленькі на потилиці. Довжина риб — до 53 см. Забарвлення яскраве. Американські дослідники порівнюють його із плаваючими квітковими клумбами. У самця тіло бурувато-маслинове із синім або мідним відтінком. На голові й на тілі великі сині плями, оточені кільцем червоно-бурих дрібних цяток; на плавцях темні плями й смуги. Забарвлення самки від світло-бурого до блакитного із дрібними жовтогарячими плямами. Через різне забарвлення самців і самок неодноразово описували як різні види. Розповсюджено американський терпуг від Південно-Східної Аляски до Південної Каліфорнії; досить звичайний у водах Британської Колумбії й в острова Ванкувер. Молодь розміром від 2,5 до 8 см часто тримається біля поверхні у відкритому морі в Аляскинській затоці, де нею живляться лососі. Це цінна риба з дуже смачним м'ясом.

### Pleurogrammus
Одноперий терпуг (Pleurogrammus) має струнке тіло, пригострену голову, вилчастий хвостовий плавець. Спинний плавець довгий, без виїмки.
Одноперих терпугів називають на Далекому Сході також морськими окунями або судаками.
Однопері терпуги — придонно-пелагічні риби, що зустрічаються як біля берегів, так й у відкритому морі біля поверхні над більшими глибинами. Для нересту наприкінці літа й восени підходять до берегів. Ікра їх прозора, смарагдово-зеленого, блакитного, бурого, рожевого або фіолетового цвіту, відкладається великими грудками на скелі, камені, у зарості ламінарій, у місця із сильними припливними плинами. Личинки, що вилупились виносяться у відкрите море й ведуть там пелагічний спосіб життя протягом зимових місяців. Підростаючи, вони наближаються до берегів, біля яких головним чином і живуть. Живляться однопері терпуги дрібною рибою, ракоподібними, хробаками, планктоном. Вороги одноперих терпугів — морські котики, сивучі, велика тріска й палтус. Однопері терпуги — цінні промислові риби, мають прекрасні смакові й харчові якості. Ловлять їх ставними неводами, а також плавними мережами, як пелагічних риб.
Одноперий терпуг північний (P. monopterygius) досягає довжини 50 см, звичайна довжина 40-45 см і вага 1,5-1,8 кг. Забарвлення тіла складається із широких темних і світлих поперечних смуг. Темні смуги бурувато-маслинового кольору, світлі — від золотаво-жовтого до червонясто-жовтогарячого з мідним відливом. Спинний плавець високий сірий з вузькою чорною облямівкою. Нижня сторона голови й черева жовті.
Метає ікру північний одноперий терпуг із червня по серпень на глибині від 10 до 17 м, при температурі 5—8° С.
Зустрічається біля Камчатки й Алеутських островів.
У серпні 1958 року був проведено спробу збору відкладеної ікри, що розвивається, терпуга й перевезення її на східну частину мурманського берегу, у Далекі Зеленці. Перевезення близько 80 тисяч ікринок пройшло дуже вдало, і у вересні — жовтні з них виклюнулися личинки. Немає ніякого сумніву, що північного одноперого терпуга можна акліматизувати у Баренцеве море.
Одноперий терпуг південний (P. azonus) досягає довжини 46 см і ваги 1,5 кг. Забарвлення його однотонне, без поперечних смуг, зверху бурувато-маслинове або синювато-сіре з неясними бурими плямами; нижня сторона голови й тіла білі, черевний й анальний плавці темні.
Нереститься цей терпуг біля берегів російського Примор'я в жовтні, біля Хоккайдо — у листопаді— грудні. Зустрічається біля Сахаліну, Хоккайдо, у Японському морі й у північній частині Жовтого моря.

### Ophiodon
Зубастий терпуг (рід Ophiodon, один вид О. elongatus) відрізняється більшим зубастим ротом; серед звичайних зубів є більші іклоподібні. Надочноямкові мочки короткі, товсті, гіллясті. На краю ередкришечної кістки короткі шилоподібні вирости.
Зубатий терпуг досягає довжини звичайно 1 м і ваги 15—18 кг, але попадаються екземпляри довжиною до 150 і вагою понад 32 кг. Він живе біля тихоокеанських берегів Америки, від Аляскинської затоки до Каліфорнії. Численний біля сильно порізаних скелястих берегів Британської Колумбії. Тримається він від припливної зони до глибин 150 м і більше. Звичайно мешкає на дні, опираючись на ґрунт черевними й анальними плавцями. Дорослі особини ведуть осілий спосіб життя, молодь більше рухлива. Нереститься в січні й лютому. Ікру зубатий терпуг відкладає серед каменів або в розколинах скель на глибині 3-10 м; кладка має вигляд рожево-білої щільної губчатої маси близько 50 см у поперечнику. Велика самка (115 см довжини) метає близько 518 тис. ікринок діаметром 3 мм. Розвиток ікри триває протягом 6 тижнів. Самець охороняє й обмахує ікру своїми грудними плавцями. Молодь досягає статевої зрілості у віці трьох років при розмірах близько 60 см.
Живиться цей терпуг рибою, кальмарами й ракоподібними; дуже ненажерливий.
Зубатий терпуг — цінна промислова риба; по своїх харчових і смакових якостях прирівнюється до палтуса й лососів. Вилов здійснюється тралом з невеликих моторних судів, сітками й на гачкову снасть, причому наживкою звичайно служить свіжий оселедець. Рибалки-спортсмени ловлять його переметами або вудкою на шматки сардини або на блешню.
М'ясо дорослої риби майже біле, у молоді м'ясо й кістки часто мають синювато-зелене забарвлення. Зелений пігмент не шкідливий; при варінні або жаренні він руйнується й забарвлення зовсім зникає. Жир печінки зубатого терпуга надзвичайно багатий вітамінами А и D. Цікаво також, що в тілі цієї риби втримується велика кількість інсуліну, що сприяє засвоєнню в організмі вуглеводів.

### OxylebiusіZaniolepis
Є також дрібні американські терпугові — терпуг смугастий (Oxylebius pictus) і колючий терпуг (Zaniolepis latipinnis і Zaniolepis frenata). Вони не бувають більше 25-30 см.